# Megophrys daweimontis
Megophrys daweimontis es una especie de anfibios de la familia Megophryidae.

## Distribución geográfica
Se encuentra en la provincia de Yunnan (China) y en el noroeste de Vietnam.

## Estado de conservación
Se encuentra amenazada por la pérdida de su hábitat natural.